# Brownsville (Texas)
Brownsville ist eine Stadt im Cameron County im US-Bundesstaat Texas. Die Stadt liegt am Rio Grande, gegenüber von Matamoros, Tamaulipas, Mexiko. Das U.S. Census Bureau hat bei der Volkszählung 2020 eine Einwohnerzahl von 186.738 ermittelt.
Brownsville ist Sitz der County-Verwaltung (County Seat) des Cameron Countys  und des Bistums Brownsville. Außerdem liegt in der Stadt ein Campus der University of Texas Rio Grande Valley.

## Geographie
Die Stadt liegt an der südlichsten Spitze von Texas, an den U.S. Highways 77 und 83. Sie hat eine Gesamtfläche von 215 km², wovon 6,8 km² Wasserfläche sind.

## Geschichte
Brownsville wurde am 13. Januar 1849 von Charles Stillman gegründet. Stillman und seine Geschäftspartner, die die gesamte Gegend aufgekauft hatten, begannen Landlose für je 1500 Dollar an Siedler zu verkaufen. Die Einwohnerzahl stieg innerhalb eines Jahres auf rund 1000. Durch eine Choleraepidemie im Frühjahr 1849 starb etwa die Hälfte der Bevölkerung. Trotzdem wuchs die Stadt weiter und profitierte vom einträglichen Schmuggel nach Mexiko.
Während des Sezessionskrieges wurde wegen der Blockade der Südstaatenhäfen durch die Flotte der Nordstaaten über Brownsville ein Teil der Baumwollproduktion nach Mexiko exportiert und von mexikanischen Häfen nach Europa verschifft. Um diese Umgehung der Seeblockade zu unterbinden, wurde Brownsville im November 1863 von Nordstaatentruppen besetzt, die konföderierten Truppen sprengten vor ihrem Abzug Fort Brownsville. Am 30. Juli 1864 wurde Brownsville von konföderierten Truppen zurückerobert, die sich auch nach der Kapitulation der Südstaaten weigerten, Brownsville Nordstaatentruppen zu übergeben. So fand die letzte Schlacht des Sezessionskrieges am 13. Mai 1865 vor den Toren Brownsvilles an der Palmito Ranch statt. Einige Tage nach der Schlacht kapitulierten auch die konföderierten Truppen in Brownsville.
Am 8. Dezember 1911 wurde die „Brownsville & Matamoros Bridge“ eröffnet, die die beiden Grenzstädte miteinander verbindet. 2001 erhielt Brownsville den All-America City Award.

## Demographie
Nach der Volkszählung im Jahr 2000 lebten hier 139.722 Menschen in 38.174 Haushalten und 32.180 Familien. Die Bevölkerungsdichte betrug 671,0 Einwohner pro km2. Ethnisch betrachtet setzte sich die Bevölkerung zusammen aus einer großen Mehrheit von Einwohnern lateinamerikanischer Abstammung (91,28 %), 7,32 % weißer Bevölkerung, 0,41 % Afroamerikanern, 0,42 % amerikanischen Ureinwohnern, 0,54 % Asiaten und 0,03 % Bewohnern aus dem pazifischen Inselraum.
Von den 38.174 Haushalten hatten 50,1 % Kinder unter 18 Jahre, die im Haushalt lebten. 59,3 % davon waren verheiratete, zusammenlebende Paare. 20,9 % waren allein erziehende Mütter und 15,7 % waren keine Familien. 13,7 % aller Haushalte waren Singlehaushalte und in 6,7 % lebten Menschen, die 65 Jahre oder älter waren. Die Durchschnittshaushaltsgröße betrug 3,62 und die durchschnittliche Größe einer Familie belief sich auf 3,99 Personen.
34,6 % der Bevölkerung waren unter 18 Jahre alt, 11,2 % von 18 bis 24, 27,5 % von 25 bis 44, 17,2 % von 45 bis 64, und 9,5 % die 65 Jahre oder älter waren. Das Durchschnittsalter war 28 Jahre. Auf 100 weibliche Personen aller Altersgruppen kamen 89,0 männliche Personen. Auf 100 Frauen im Alter von 18 Jahren und darüber kamen 82,5 Männer.

Das jährliche Durchschnittseinkommen eines Haushalts betrug 24.468 USD, das Durchschnittseinkommen einer Familie 26.186 USD. Männer hatten ein Durchschnittseinkommen von 21.739 USD gegenüber den Frauen mit 17.116 USD. Das Prokopfeinkommen betrug 9.762 USD. 36,0 % der Bevölkerung und 32,4 % der Familien lebten unterhalb der Armutsgrenze. Davon waren 45,0 % Kinder und Jugendliche unter 18 Jahren und 31,0 % waren 65 oder älter.

## Söhne und Töchter der Stadt
- Henry F. Holland (1912–1962), Rechtsanwalt und Diplomat
- Bernard L. Kowalski (1929–2007), Filmregisseur
- Kris Kristofferson (1936–2024), Country-Musiker und Schauspieler
- Grace Napolitano (* 1936), Politikerin
- Marc A. Cisneros (* 1939), Generalleutnant der United States Army
- William O. Studeman (* 1940), Direktor des Geheimdienstes NSA, Direktor der Naval Intelligence und danach Vize-Direktor der CIA
- James Anthony Tamayo (* 1949), Bischof von Laredo
- Bruce Sterling (* 1954), Science-Fiction-Schriftsteller
- Terry McAulay (* 1959/60), NFL-Schiedsrichter
- Monica De La Cruz (* 1974), Politikerin
- Shelbie Bruce (* 1992), Schauspielerin

## Klimatabelle
|                       | Jan  | Feb  | Mär  | Apr  | Mai  | Jun  | Jul  | Aug  | Sep   | Okt  | Nov  | Dez  |   |      |
| Mittl. Tagesmax. (°C) | 20,5 | 22,3 | 25,8 | 28,9 | 31,0 | 32,8 | 34,1 | 34,2 | 32,4  | 29,6 | 25,7 | 22,1 | ⌀ | 28,3 |
| Mittl. Tagesmin. (°C) | 9,9  | 11,4 | 15,1 | 19,2 | 22,2 | 23,8 | 24,3 | 24,1 | 22,9  | 18,9 | 15,0 | 11,3 | ⌀ | 18,2 |
|                       |      |      |      |      |      |      |      |      |       |      |      |      |   |      |
| Niederschlag (mm)     | 39,6 | 26,9 | 13,5 | 39,6 | 74,7 | 69,3 | 48,3 | 70,4 | 152,4 | 71,1 | 38,4 | 31,8 | Σ | 676  |
|                       |      |      |      |      |      |      |      |      |       |      |      |      |   |      |
| Sonnenstunden (h/d)   | 4,2  | 5,3  | 6,7  | 7,8  | 8,6  | 10,2 | 10,8 | 9,9  | 8,4   | 7,4  | 5,5  | 4,2  | ⌀ | 7,4  |
|                       |      |      |      |      |      |      |      |      |       |      |      |      |   |      |
| Regentage (d)         | 5,8  | 3,6  | 1,9  | 2,4  | 4,2  | 4,8  | 3,9  | 5,3  | 8,0   | 5,1  | 4,1  | 4,1  | Σ | 53,2 |
|                       |      |      |      |      |      |      |      |      |       |      |      |      |   |      |
| Wassertemperatur (°C) | 22   | 21   | 22   | 24   | 26   | 27   | 28   | 29   | 29    | 27   | 25   | 23   | ⌀ | 25,3 |
|                       |      |      |      |      |      |      |      |      |       |      |      |      |   |      |
| Luftfeuchtigkeit (%)  | 79   | 77   | 75   | 75   | 77   | 75   | 73   | 74   | 76    | 75   | 76   | 78   | ⌀ | 75,8 |

| 9,9 |

| 11,4 |

| 15,1 |

| 19,2 |

| 22,2 |

| 23,8 |

| 24,3 |

| 24,1 |

| 22,9 |

| 18,9 |

| 15,0 |

| 11,3 |

| 9,9 |

| 11,4 |

| 15,1 |

| 19,2 |

| 22,2 |

| 23,8 |

| 24,3 |

| 24,1 |

| 22,9 |

| 18,9 |

| 15,0 |

| 11,3 |